# Dan Boeckner
Dan Boeckner est un chanteur, compositeur et guitariste canadien de rock indépendant. Il est actuellement membre des groupes Wolf Parade, Handsome Furs et Divine Fits. Depuis 2022, il accompagne le groupe Arcade Fire.

## Biographie
Dan Boeckner a passé son enfance et son adolescence à Lake Cowichan en Colombie-Britannique au Canada. Il déménage plus tard à Victoria, la capitale de la province. Il participera à de nombreux petits groupes de la ville avant de connaître un succès local et d'estime avec le groupe Atlas Strategic. Le groupe sortira en 2000 Rapture, Ye Minions! chez Global Symphonic et un second album, That's Familiar!, en 2002, auto-produit. 
Après la séparation du groupe en 2002, Dan déménagea à Montréal, la ville du microcosme indie rock, bien connue des amateurs. C'est là qu'il rencontre Spencer Krug, autre musicien de talent. Avec lui, il fonde le groupe Wolf Parade. Il y joue de la guitare et partage le "lead singing" avec Krug. Le groupe signe chez Sub Pop Records en 2005.
Lorsqu'il ne tourne pas avec son groupe, Boeckner fait de la musique en compagnie de sa compagne à la ville, Alexei Perry. Ils forment à l'hiver 2005 le groupe Handsome Furs.
Il fait aussi partie de la création du groupe Divine Fits en 2011, avec Britt Daniel, Sam Brown et Alex Fischel.
À la suite du départ de Will Butler, il accompagne depuis 2022 et l'album We, le groupe Arcade Fire. 

## Discographie

### Atlas Strategic
- Rapture, Ye Minions! (2000) Global Symphonic
- That's Familiar! (2002) auto-production

### Wolf Parade
- Wolf Parade (4 song EP) (2003) auto-production
- Wolf Parade (6 song EP) (2004) auto-production
- Wolf Parade (2005 EP) (2005) Sub Pop
- Apologies to the Queen Mary (2005) Sub Pop
- At Mount Zoomer (2008) Sub Pop

### Handsome Furs
- Plague Park (2007) Sub Pop
- Face Control (2009) Sub Pop
- Sound Kapital (2011) Sub Pop

### Divine Fits
- A Thing Called Divine Fits (2012)